# علم الزلازل
علم الزلازل أو الرَّجَاجة (بالإنجليزية: seismology)‏ هو الدراسة العلمية لكل من الزلازل وانتشار الموجات المرنة في جميع أنحاء الكرة الأرضية أو عبر الأجسام الأخرى التي تشبه الكوكب. ويتضمن هذا المجال دراسات حول تأثير الزلازل مثل التسونامي والمصادر الزلزالية المتنوعة مثل العمليات البركانية والتكتونية والمحيطية وعمليات الغلاف الجوي والعمليات الصناعية (مثل الانفجارات). وهناك مجال ذو صلة يستخدم الجيولوجيا لاستنتاج المعلومات المتعلقة بالزلازل السابقة ويسمى دراسة السجلات الزلزالية القديمة. ويعرف سجل الحركة الأرضية المرتبة ترتيبًا زمنيًا باسم السجل الزلزالي. وعالم الزلازل هو عالم متخصص يجري بحوثه في علم الزلازل.

## تعريف الزلزال
هو عبارة عن اهتزازات ناتجة عن طاقة محررة من باطن الأرض على شكل موجات تحدث في اوقات معينه نتيجة تقلصات في القشرة الأرضية تحدث في البر والبحر وتكون إما عامودية أو أفقية.
الزلازل أو الإهتزازات الأرضية تعتبر من الظواهر الطبيعية، تتكون أحياناً في بعض المناطق بشكل دوري منتظم وفي مناطق أخرى تأتي بشكل مفاجئ، وفي الحالتين ينتج دماراً وانهيارات وكوارث، في حال كانت شدتها كبيرة، ولا تستغرق الزلازل والإهتزازات بضع ثواني في حدوثها إلا أنه يمكن أن تصل مدتها في الحالات العنيفة إلى عدة دقائق.

## كيف يحدث الزلزال
نقطة انطلاق الزلزال داخل القشرة الأرضية تسمى (البؤرة)، أما التي تقابل مركز الزلزال على السطح فتسمى بالمركز السطحي للزلزال، وعادة تكون شدة الزلزال عند هذه النقطة أكبر من أي نقطةٍ أخرى، وهناك أجهزة لقياس الذبذبات العالية للموجات الزلزالية.

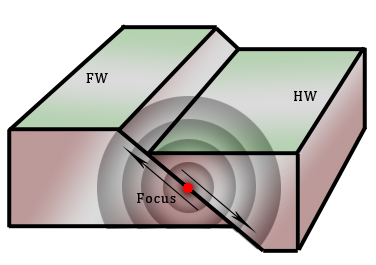
بؤرة الزلزال

ويوضع في محطات تسجيل الزلازل ثلاثة أجهزةٍ يتخصص أحدها بقياس الحركة الرأسية Z والجهازان الأخران لقياس (E-W,N-S)، ومع تقدم في علم الإلكترونيات استطاع العلماء تصميم أجهزة قياس دقيقةٍ وخفيفة الوزن يمكن نقلها إلى الحقول للدراسات الزلزالية.
الطاقة المتحررة من بؤرة الزلزال تنتقل على شكل موجات في باطن الأرض في جميع الاتجاهات؛ والموجات المتجهة إلى السطح تسبب الاهتزازات المدمرة التي تدمر المباني والمنشآت، أما الموجات التي تتجه إلى الأعماق فتتبع مساراً مختلفاً اعتماداً على خواص المكونات الباطنية للأرض.

## التوزيع الجغرافي للزلزال
تحدث الزلازل في كافة بقاع الأرض، وتقوم المراصد الزلزالية بتسجيل الزلازل. يسجل ما يقارب مليون هزة سنوياً؛ إلا أن الهزات العنيفة أقل بكثير، ويترتب عادة عند حدوث زلزال عنيف دمار اقتصادي وبشري؛ فالطاقة المتحررة عند حدوث الزلزال قد تفوق (100,000) قنبلة ذرية.[بحاجة لمصدر] ولذلك تطورت التقانات الزلزالية وهندسة الزلازل، كما تم وضع معايير خاصة لتصميم أبنية مقاومة للزلزال.
ورغم إمكانية حدوث الزلازل في أي نقطةٍ من الكرة الأرضية، إلا أن توزيعها ليس عشوائياً، بل يتركز في أحزمةٍ تسمى الأحزمة الزلزالية، من أهم هذه الحزم:
1. حزام المحيط الهادي (70%)
2. الحزام الألبي (20%).

ويشمل هذان الحزامان 90% من الزلازل التي تحدث في الأرض، وتتفرع عنهما أحزمة صغيرة أقل فاعلية من الأحزمة الرئيسة، وتعتبر الزلازل التي تحدث في المناطق العربية والتي تمتد من مضيق جبل طارق- جبال الألب - جبال طوروس في تركيا - جبال زاغروس في العراق وإيران - وجبال الهمالايا وجنوب شرق آسيا من ضمن الحزام الألبي.
يعتمد التوزيع الجغرافي لهذه الأحزمة على نظرية تكتونية الصفائح، وبموجبها يفترض أن الجزء الخارجي من الكرة الأرضية مقسم إلى عدة صفائحَ مختلفةٍ، وتوجد فيما بين هذه الصفائح حركة نسبية تكون حركة تقاربية أو تباعدية أو انتقالية، لذلك تتركز الزلازل في المناطق الحدودية للصفائح وفي وسطها.

## أنواع الموجات الزلزالية

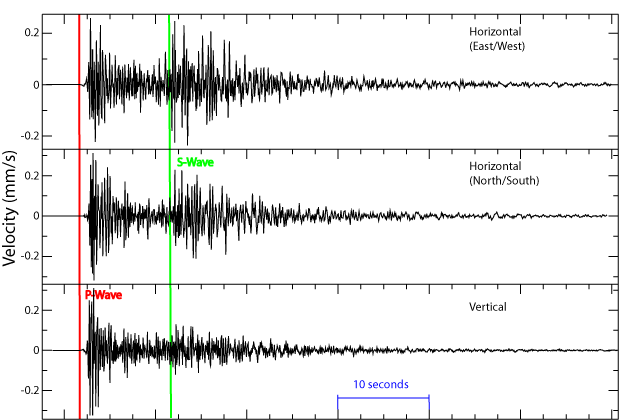
تبين السجلات الزلزالية ثلاثة مكونات رئيسية للحركة الأرضية، الخط الأحمر يمثل وصول أول الموجات P والخط الأخضر وصول الموجات S التالية.